# Makisu
Un makisu ou maki sudare (巻き簾), littéralement « rideau à rouleau » est, en cuisine japonaise, une natte formée à l'aide de tiges de bambou reliées par une ficelle de coton. Il est principalement utilisé pour créer des makizushi, une variété de sushi mêlant riz rond (riz japonais, généralement remplacé par du riz long en Occident) vinaigré, algue nori et poissons, œufs de poissons, crustacés, végétaux ou omelette.
Le makisu sert également à donner une certaine forme aux omelettes, et il permet de retirer l'excédent de liquide dans la nourriture. Il peut également servir d'essoreuse à salade : il suffit de mettre délicatement les feuilles de salade à l'intérieur et de les presser.
Il y a deux types de makisu :
- l'un de 22 × 20 cm, fait de tiges de bambou avec un côté brillant très pâle et plat destiné à rouler les sushis ;
- l'autre, plus grand, constitué de tiges de bambou triangulaires ou rondes, qui permet de dessiner des motifs sur les rouleaux ou de rouler les tamagoyaki (omelettes japonaises).